# Velké Hostěrádky
Velké Hostěrádky (deutsch Hostraditz, früher auch Groß Hostieradek) ist eine Gemeinde in Tschechien. Sie liegt vier Kilometer nördlich von Klobouky u Brna und gehört zum Okres Břeclav.

## Geographie

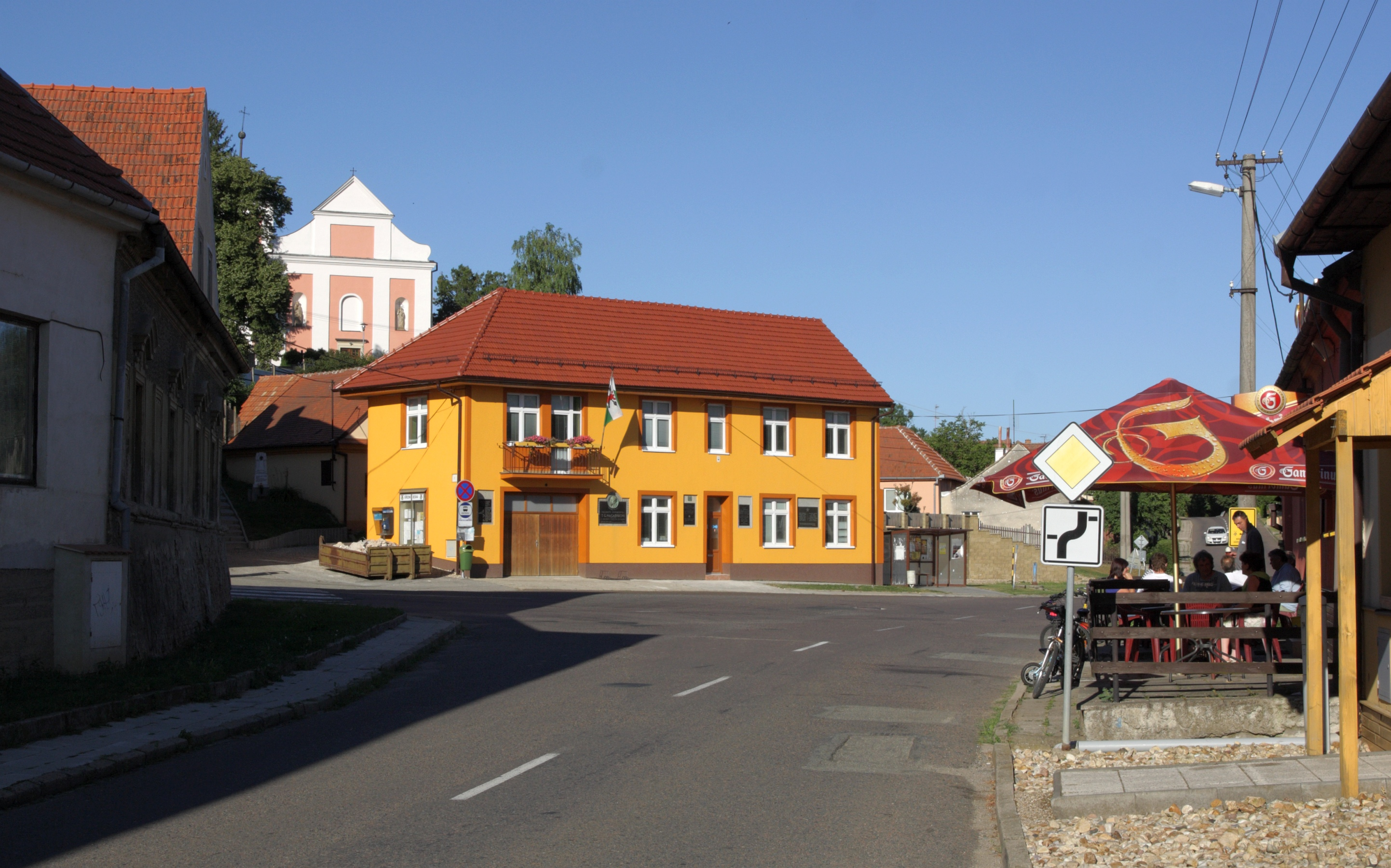
Velké Hostěrádky

Velké Hostěrádky befindet sich am südwestlichen Fuße des Ždánický les. Das Dorf erstreckt sich linksseitig des Baches Hunivky im Tal des Zuflusses Hostěrádský potok. Nördlich erheben sich die Novosady (350 m), im Nordosten der Prostřední vrch (Mitterberg, 315 m), östlich die Lipiny (300 m), im Südosten die Stračínky (277 m), südlich der Ostrý (317 m) und die Stará hora, im Südwesten der Časkovec (Czaskow, 319 m), westlich die Veselá hora (340 m) und im Nordwesten die Randla bzw. Vysoká (Randlerberg, 365 m). In der Umgebung von Velké Hostěrádky befinden sich mehrere Weinberge. Nördlich befindet sich die mittelalterliche Wüstung Skřípov.
Nachbarorte sind Svatá und Lovčičky im Norden, Zdravá Voda im Nordosten, Dambořice und Čtvrtě im Osten, Bohumilice im Südosten, Kašnice und Klobouky u Brna im Süden, Martinice im Südwesten, Časkovec und Borkovany im Westen sowie Bošovice im Nordwesten.

## Geschichte
Die erste urkundliche Erwähnung von Velké Hostěrádky erfolgte 1210, als Lev von Klobouk das Dorf zusammen mit weiteren Orten, dem von ihm gestifteten Kloster Obrowitz (Zábrdovice) bei Brünn schenkte. Die Besitzer von Velké Hostěrádky wechselten häufig. Ein Teil der Güter gehörte in der Mitte des 14. Jahrhunderts den Vladiken von Hostěhrádek, deren Feste westlich des Dorfes auf der Kuppe Hradisko bei Časkovec gestanden war. Im 17. Jahrhundert erwarben die Liechtensteiner die Güter und schlossen sie an ihren Herrschaft Ždánice an. Bis zur Mitte des 19. Jahrhunderts blieb Velké Hostěrádky immer nach Ždánice untertänig.
Nach der Aufhebung der Patrimonialherrschaften bildete Hrubé Hostěrádky / Groß Hostieradek ab 1850 eine Marktgemeinde in der Bezirkshauptmannschaft Auspitz. Zum Ende des 19. Jahrhunderts wurde der Ort auch als Velké Hostěhrádky  bezeichnet. Nachdem die Bezirksstadt Auspitz 1938 infolge des Münchner Abkommens dem Deutschen Reich zugeschlagen worden war, wurde Velké Hostěrádky zwischen 1938 und 1949 dem politischen Bezirk Brünn-Land und dem Gerichtsbezirk Seelowitz zugeordnet. 1948 wurde die Gemeinde Teil des Okres Slavkov.  Nach dessen Aufhebung wurde Velké Hostěrádky 1961 dem Okres Břeclav zugeordnet.
Velké Hostěrádky besteht aus etwa 200 Häusern, davon werden 160 dauerhaft zu Wohnzwecken genützt.

## Gemeindegliederung
Für die Gemeinde Velké Hostěrádky sind keine Ortsteile ausgewiesen. Zu Velké Hostěrádky gehört die Ansiedlung Časkovec (Czitskowetz).

## Sehenswürdigkeiten
- katholische Kirche St. Sebastian, Rochus und Rosalie, die seit dem 16. Jahrhundert nachweisliche Kirche brannte 1789 nieder. Nach dem Wiederaufbau wurde sie 1794 geweiht.
- Kapelle der evangelischen Kirche der Böhmischen Brüder, das Bethaus und der anliegende evangelische Friedhof wurden 1857 geweiht
- drei slawische Grabhügelstätten, nördlich und östlich von Skřípov in den Wäldern des Ždánický les
- archäologische Fundstätte Líchy, südlich des Dorfes an der Stará hora